# Trophée des champions 2023
L'édition 2023 du Trophée des champions est la 47e édition du Trophée des champions et se déroule le 3 janvier 2024 au Parc des Princes, à Paris.
Le match oppose le Paris Saint-Germain, vainqueur du Championnat de France 2022-2023, au Toulouse FC, vainqueur de la Coupe de France 2022-2023.

## Report et délocalisation
La rencontre devait initialement se dérouler le 5 août 2023 au stade Rajamangala de Bangkok, en Thaïlande.
Ce choix fait alors l'objet de critiques en raison de l'impact écologique dû à ce long déplacement. La Ligue de football professionnel (LFP) annonce en avril 2023 un plan carbone afin de minimiser l'impact carbone de la compétition ; les critiques y voient une tentative de greenwashing,. 
En mai 2023, l'organisateur thaïlandais, le groupe Fresh Air Festival, se désengage de l'événement officiellement parce que l’état de santé de la fille du roi Rama X empêchait de disputer un match d’envergure à cette période, conduisant à l'annulation de la rencontre, dont il est alors précisé qu’elle devrait avoir lieu en hiver dans un autre pays étranger. Cette annulation conduirait à un préjudice de 4 millions d'euros auprès de la LFP. Le 5 juin 2023, Vincent Labrune, président de la LFP, confirme l'annulation de l'organisation thaïlandaise, indiquant que la compétition se déroulera en janvier à l'étranger.
Le 1er décembre 2023, la LFP annonce que la rencontre se jouera finalement au Parc des Princes de Paris le 3 janvier 2024. 
Cette décision de jouer dans l'enceinte du Paris Saint-Germain est critiquée à Toulouse ; l'entraîneur toulousain Carles Martínez Novell affirme que le club n'est « pas très heureux de cette décision » et, parmi les supporters, les Indians Tolosa, le plus grand groupe ultra de Toulouse, décident de boycotter la rencontre, dénonçant le manque d'équité sportive. Le Collectif Ultras Paris boycotte aussi la rencontre, critiquant le prix des billets.

## Match
Les règles du match sont les suivantes : la durée de la rencontre est de 90 minutes, puis, en cas de match nul, les deux équipes se départagent directement lors d'une séance de tirs au but.
Lee Kang-in (qui sera élu homme du match) ouvre le score dès la troisième minute pour le Paris Saint-Germain sur une remise d'Ousmane Dembélé. Les Parisiens dominent la première période malgré notamment une frappe toulousaine à la 37e minute de Thijs Dallinga repoussée sur le poteau par Gianluigi Donnarumma. Kylian Mbappé double la mise pour le club de la capitale à la 44e minute, devenant ainsi le meilleur buteur de l'histoire du PSG au Parc des Princes avec 111 buts marqués. Aucun but n'est inscrit en deuxième période. Le Paris Saint-Germain remporte ainsi son 12e Trophée des champions.
| Paris SG ·    |                      |     |
| Titulaires :  |                      |     |
|               |                      |     |
| 99            | Gianluigi Donnarumma |     |
| 02            | Achraf Hakimi        |     |
| 05            | Marquinhos           |     |
| 37            | Milan Škriniar       | 71e |
| 21            | Lucas Hernandez      |     |
| 33            | Warren Zaïre-Emery   |     |
| 17            | Vitinha              |     |
| 19            | Lee Kang-in          |     |
| 10            | Ousmane Dembélé      | 66e |
| 07            | Kylian Mbappé        |     |
| 29            | Bradley Barcola      | 66e |
|               |                      |     |
| Remplaçants : |                      |     |
| 01            | Keylor Navas         |     |
| 26            | Nordi Mukiele        |     |
| 35            | Lucas Beraldo        | 71e |
| 04            | Manuel Ugarte        |     |
| 11            | Marco Asensio        | 66e |
| 15            | Danilo Pereira       |     |
| 28            | Carlos Soler         |     |
| 09            | Gonçalo Ramos        |     |
| 23            | Randal Kolo Muani    | 66e |
|               |                      |     |
| Entraîneur :  |                      |     |
| Luis Enrique  |                      |     |

| Toulouse FC ·          |                         |     |
| Titulaires :           |                         |     |
|                        |                         |     |
| 50                     | Guillaume Restes        |     |
| 13                     | Christian Mawissa Elebi | 76e |
| 23                     | Moussa Diarra           |     |
| 02                     | Rasmus Nicolaisen       |     |
| 17                     | Gabriel Suazo           |     |
| 24                     | Cristian Cásseres Jr.   |     |
| 04                     | Stijn Spierings         |     |
| 15                     | Aron Dønnum             | 66e |
| 08                     | Vincent Sierro          | 76e |
| 11                     | César Gelabert          | 65e |
| 09                     | Thijs Dallinga          |     |
|                        |                         |     |
| Remplaçants :          |                         |     |
| 30                     | Álex Domínguez          |     |
| 12                     | Warren Kamanzi          | 76e |
| 31                     | Kévin Keben             |     |
| 05                     | Denis Genreau           |     |
| 22                     | Naatan Skyttä           | 65e |
| 34                     | Noah Lahmadi            |     |
| 10                     | Ibrahim Cissoko         | 76e |
| 14                     | Yanis Begraoui          |     |
| 19                     | Frank Magri             | 66e |
|                        |                         |     |
| Entraîneur :           |                         |     |
| Carles Martínez Novell |                         |     |

| Paris SG ·    |                      |     |
| Titulaires :  |                      |     |
|               |                      |     |
| 99            | Gianluigi Donnarumma |     |
| 02            | Achraf Hakimi        |     |
| 05            | Marquinhos           |     |
| 37            | Milan Škriniar       | 71e |
| 21            | Lucas Hernandez      |     |
| 33            | Warren Zaïre-Emery   |     |
| 17            | Vitinha              |     |
| 19            | Lee Kang-in          |     |
| 10            | Ousmane Dembélé      | 66e |
| 07            | Kylian Mbappé        |     |
| 29            | Bradley Barcola      | 66e |
|               |                      |     |
| Remplaçants : |                      |     |
| 01            | Keylor Navas         |     |
| 26            | Nordi Mukiele        |     |
| 35            | Lucas Beraldo        | 71e |
| 04            | Manuel Ugarte        |     |
| 11            | Marco Asensio        | 66e |
| 15            | Danilo Pereira       |     |
| 28            | Carlos Soler         |     |
| 09            | Gonçalo Ramos        |     |
| 23            | Randal Kolo Muani    | 66e |
|               |                      |     |
| Entraîneur :  |                      |     |
| Luis Enrique  |                      |     |

| Toulouse FC ·          |                         |     |
| Titulaires :           |                         |     |
|                        |                         |     |
| 50                     | Guillaume Restes        |     |
| 13                     | Christian Mawissa Elebi | 76e |
| 23                     | Moussa Diarra           |     |
| 02                     | Rasmus Nicolaisen       |     |
| 17                     | Gabriel Suazo           |     |
| 24                     | Cristian Cásseres Jr.   |     |
| 04                     | Stijn Spierings         |     |
| 15                     | Aron Dønnum             | 66e |
| 08                     | Vincent Sierro          | 76e |
| 11                     | César Gelabert          | 65e |
| 09                     | Thijs Dallinga          |     |
|                        |                         |     |
| Remplaçants :          |                         |     |
| 30                     | Álex Domínguez          |     |
| 12                     | Warren Kamanzi          | 76e |
| 31                     | Kévin Keben             |     |
| 05                     | Denis Genreau           |     |
| 22                     | Naatan Skyttä           | 65e |
| 34                     | Noah Lahmadi            |     |
| 10                     | Ibrahim Cissoko         | 76e |
| 14                     | Yanis Begraoui          |     |
| 19                     | Frank Magri             | 66e |
|                        |                         |     |
| Entraîneur :           |                         |     |
| Carles Martínez Novell |                         |     |

## Galerie

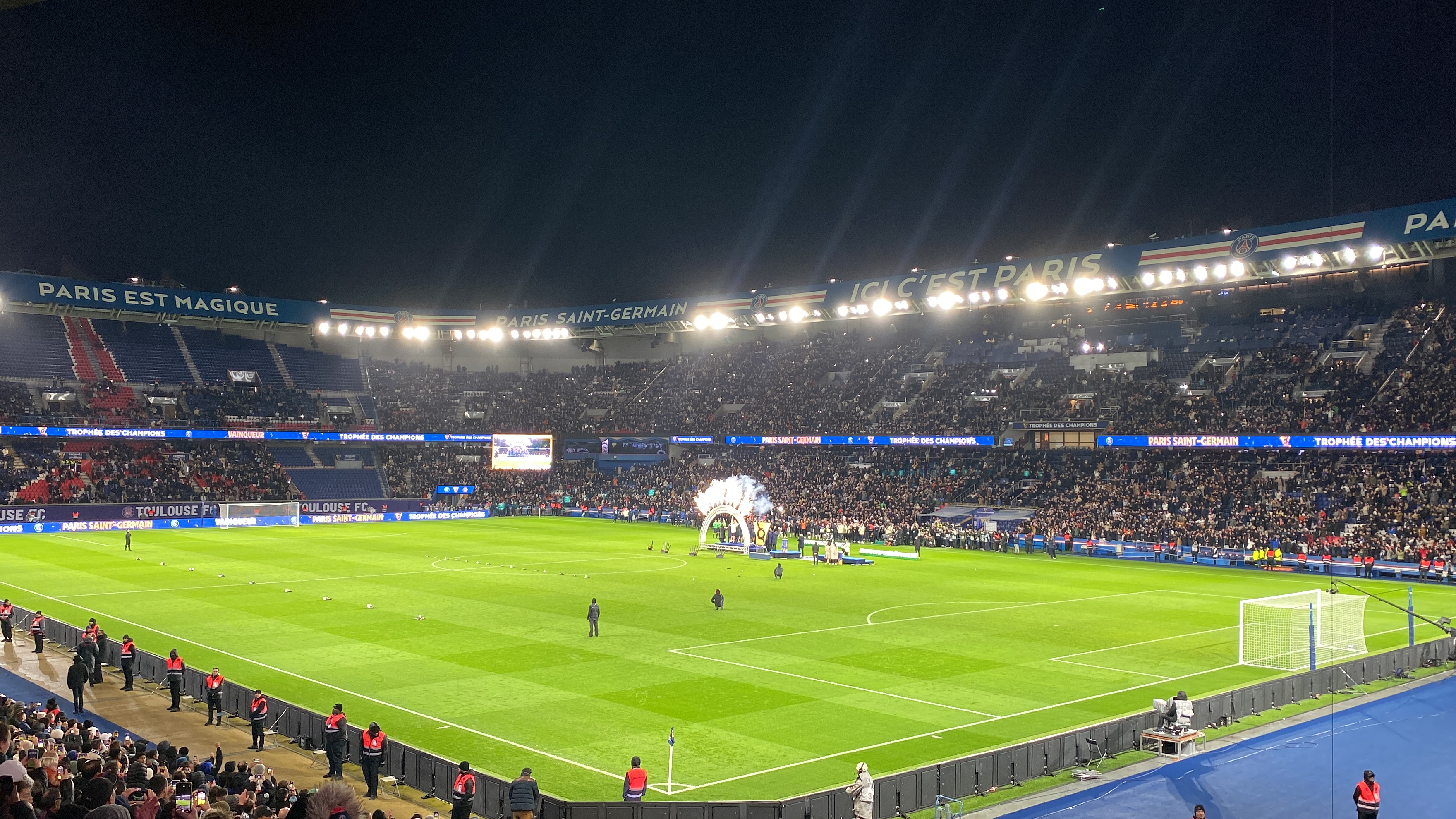
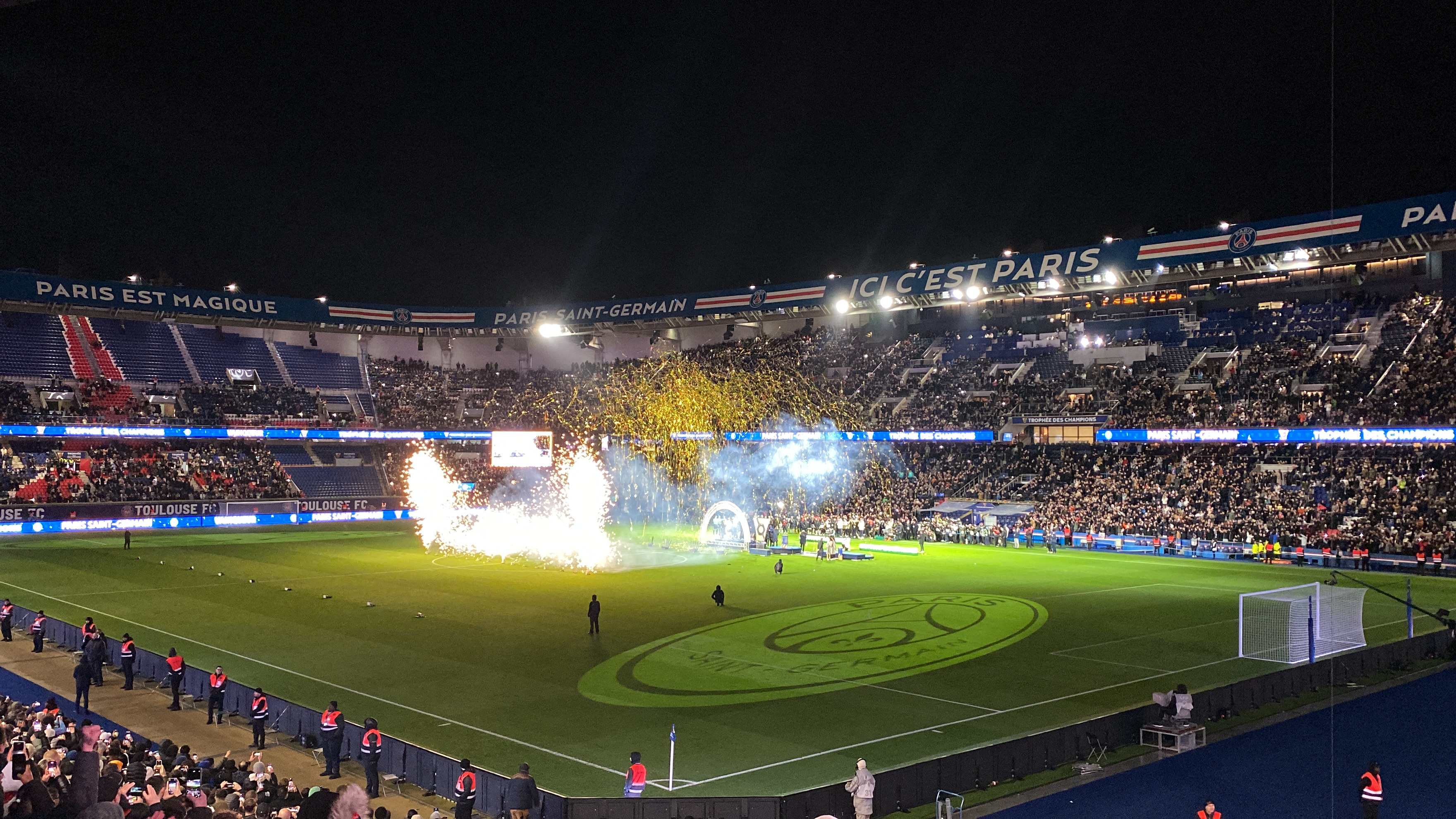
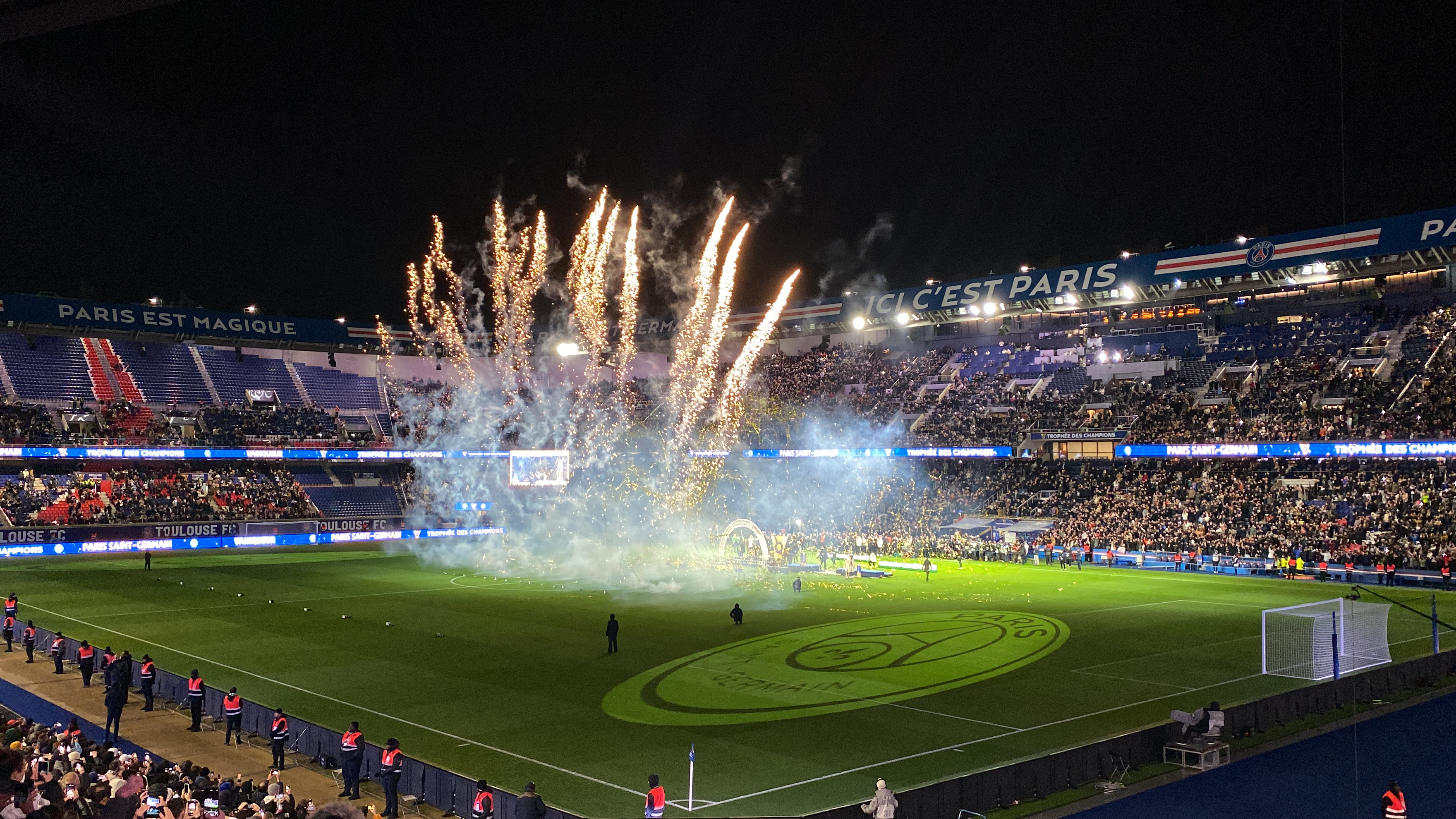
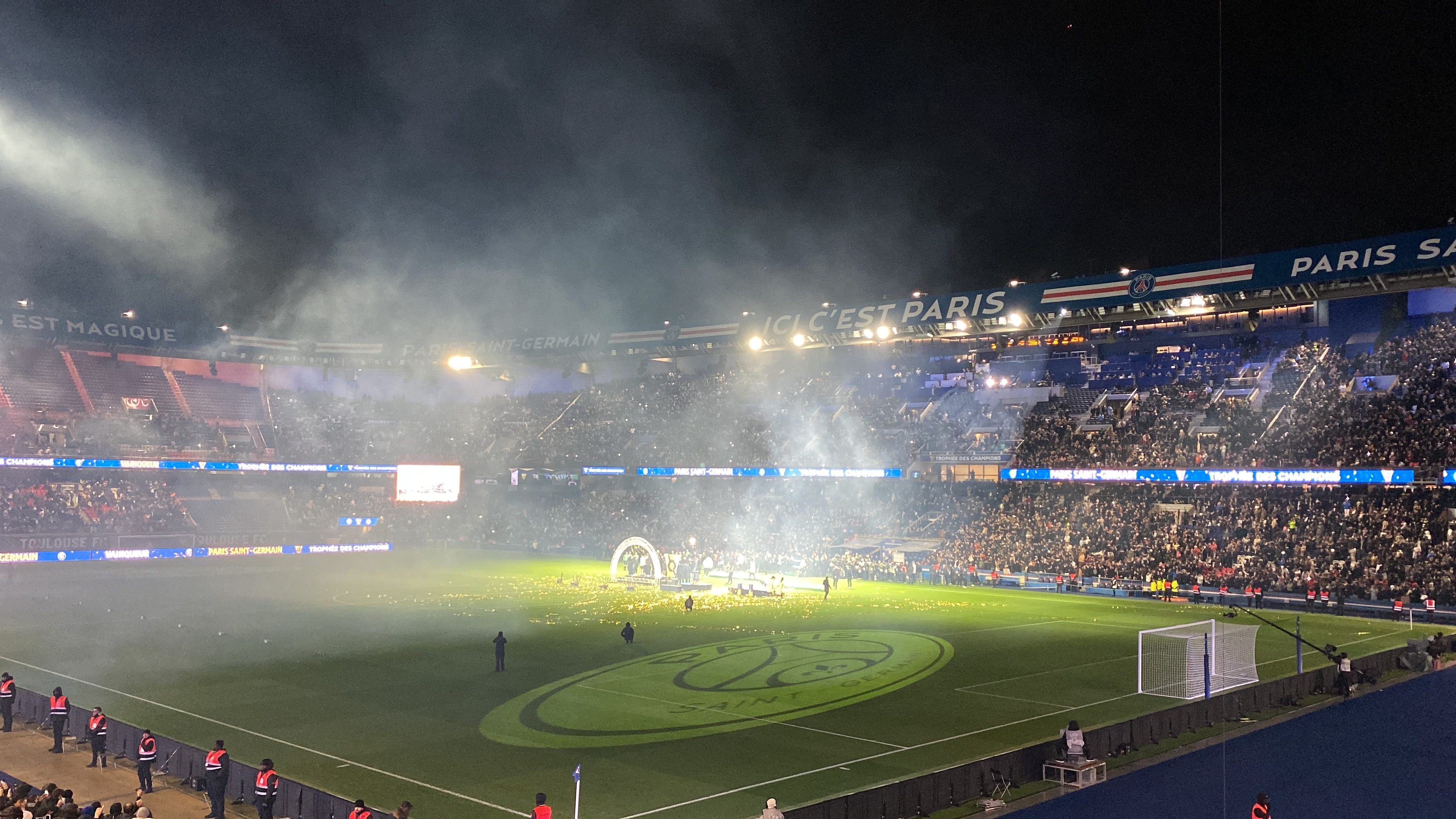